# Scaevola argentea
Scaevola argentea är en tvåhjärtbladig växtart som beskrevs av R.C. Carolin. Scaevola argentea ingår i släktet Scaevola och familjen Goodeniaceae. Inga underarter finns listade i Catalogue of Life.